# Etienne Eto'o
Etienne Eto'o Pineda, plus connu sous le nom Etienne Eto'o né le 18 août 2002 à Palma de Majorque en Espagne, est un footballeur camerounais qui évolue au poste d'attaquant au Rayo Vallecano.

## Biographie

### Carrière
Etienne Eto'o est transféré du club Mallorca au Club Atlético Baleares en décembre 2019. En septembre 2019, il est convoqué pour faire partir des U-17 de l'équipe camerounaise pour la  coupe du monde de FIFA U-17. Il rejoint en 2020 le Real Oviedo et en 2021 le club portugais Vitoria.  
En 2024, il rejoint le club espagnol Rayo Vallecano et signe dans l'équipe B d'où il fait sa présaison avec son équipe.

## Statistiques

### Statistiques détaillées
| Saison                | Club                  | Championnat           | Championnat | Championnat | Championnat | Coupe(s) nationale(s) | Coupe(s) nationale(s) | Coupe(s) nationale(s) | Total | Total | Total |
| Saison                | Club                  | Division              | M.          | B.          | P.d.        | M.                    | B.                    | P.d.                  | M.    | B.    | P.d.  |
| 2024-2025             | Rayo Vallecano        | Liga                  | 2           | 0           | 0           | 1                     | 0                     | 0                     | 3     | 0     | 0     |
| Total sur la carrière | Total sur la carrière | Total sur la carrière | 2           | 0           | 0           | 1                     | 0                     | 0                     | 3     | 0     | 0     |